# Diamanter (album av Arvingarna)
Diamanter är ett studioalbum från 2001 av det svenska dansbandet Arvingarna. För albumet fick bandet även en Grammis i kategorin "Årets dansband". 

## Låtlista
1. Intro - 0:53
2. Om du vill ha mig - 3:32
3. Ta mig till det blå - 4.28
4. Diamanter - 3:38
5. Madelene - 3:37
6. En man för dig - 3:18
7. Tro mig - 3.31
8. Sjunde himlen - 3:03
9. There's som Many Things - 2.53
10. Rakt in i hjärtat - 3:07
11. Jag skall ta med dig till havet - 3.29
12. Marie - 3:23
13. Du fick mig att öppna mina ögon - 3:09
14. Det finns ingen mening - 3:32
15. Twilight - 3.18
16. Sommarhimmel - 3.31

## Listplaceringar
| Lista (2001) | Topplacering |
| ------------ | ------------ |
| Sverige      | 17           |

### Fotnoter
1. ↑  ”Danswebb”. Arkiverad från originalet den 25 maj 2012. http://archive.is/2012.05.25-141729/http://www.dans-web.nu/skivor/index.php?pid=view&ref_cd=1. Läst 9 juni 2011.
2. ↑  ”Grammis”. Arkiverad från originalet den 17 mars 2012. https://web.archive.org/web/20120317055524/http://www.ifpi.se/wp/wp-content/uploads/100428-lc-vinnare-genom-%C3%A5ren.pdf. Läst 1 maj 2011.
3. ↑  Listplacering Arkiverad 13 november 2013 hämtat från the Wayback Machine.